# Edgar Marques
Edgar da Rocha Marques é um filósofo e professor universitário brasileiro. Professor titular da Universidade do Estado do Rio de Janeiro desde 2003, já lecionou na Universidade Federal Fluminense (2002-2003) e na Universidade Federal de Minas Gerais (1997-2002). Graduou-se em filosofia pela UFRJ em 1985 e obteve título de doutorado em filosofia pela Universität Konstanz em 1995, com tese sobre Wittgenstein. Trabalha principalmente com filosofia da linguagem, metafísica e com as obras de Leibniz e Wittgenstein. Presidente da Associação Nacional de Pós-Graduação em Filosofia entre 2008 e 2010, é Bolsista de Produtividade em Pesquisa do Conselho Nacional de Desenvolvimento Científico e Tecnológico - Nível 1B e faz parte do núcleo de sustentação do grupo de trabalho Wittgenstein da ANPOF.